# Hannah Waddingham
Hannah Waddingham (Londres, 28 de juliol de 1974) és una actriu anglesa. És coneguda per interpretar el paper de Rebecca Welton a la sèrie de comèdia Ted Lasso, per la qual va guanyar el premi Primetime Emmy a la millor actriu secundària en una sèrie còmica el 2021 i el premi de la Crítica Cinematogràfica a la millor actriu de repartiment de sèrie còmica el 2021 i el 2022. També ha aparegut en diversos espectacles del West End, com Spamalot, el revival de Regent's Park del 2010 d'Into the Woods i The Wizard of Oz com la malvada Bruixa de l'Oest; i ha rebut tres nominacions als premis Olivier pel seu treball.
Altres treballs inclouen formar part de l'adaptació cinematogràfica de 2012 d'Els miserables, i unir-se al repartiment de la cinquena temporada de la sèrie de HBO Game of Thrones com a Septa Unella el 2015. Va protagonitzar el thriller psicològic britànic Winter Ridge del 2018 dirigit per Dom Lenoir i ha tingut un paper secundari a la sèrie Sex Education des del 2019. El 2023, va ser copresentadora del Festival de la Cançó d'Eurovisió.